# ジョン・ロミータ・Sr
ジョン・V・ロミータ・Sr（John V Romita, Sr.、1930年1月24日 - 2023年6月12日）は、アメリカ合衆国のコミックのアーティストである。
マーベル・コミックスのアメイジング・スパイダーマンやパニッシャーの作画で知られる。息子はコミックアーティストのジョン・ロミータ・Jr

## キャリア

### 生い立ちと初期のキャリア
ロミータは3人の姉妹と1人の兄弟とともに、パン屋のビクターロミータとマリア・ロミータのイタリア系家庭のもとで生まれ 、ニューヨーク市のブルックリンで生まれ育った。ロミータはブルックリン中学校で9年間過ごして、1947年にマンハッタンの工業工芸学校を卒業した。
彼の指導者の中には、イラストレーターのハワード・シモンとベン・クレメンツがいた。またロミータが影響を受けた人物は漫画家のノエル・シックルズ、ロイ・クレーン ミルトン・カニフ 、アレックス・トスカーマイン・インファンティーノ、 コマーシャル・イラストレーターのジョン・ウィットクーム、コビー・ウィットモア、アル・パーカー などがいる。ロミータは、1949年にフェイマス・ファニーズシリーズでコミック業界に参入した。「スティーブン・ダグラスはすべての若い芸術家に影響を与えている。」とロミータはのちに言っている。
さらにロミータは「彼が私に与えた最初のストーリーは、ラブストーリーだった。それはひどいものだった。描かれてた女性は、堕落した男性のように見えた。」と振り返っている。ロミータは1949年にニューヨーク市のフォーブスリソグラフで働いていたが、地下鉄で走っていた高校の友人であるレスター・ザカリン（Lester Zakarin）が17ドルまたは20ドルのページで、ノンクレジットのいわゆるゴーストライターとしての彼のための10ページの物語を描く。このことについてロミータは 「これはばかげていると思った。2ページで私はいつも一週間以上作ることができるよりもお金を稼ぐことができるので、私はそれを偽装し、彼のためにノンクレジットを守った。」と振り返った。しかしこの作品は、のちのマーベルコミックスのタイムリー・コミックスが、ロミータに編集長兼アートディレクターのスタン・リーと出会える機会を与えるのを助けた。ロミータは、トロイアン・コミックの「Crime-Smashers」やその他のタイトルでザカリンのためにノンクレジットで作品を執筆したが、最終的に「ザカリンとロミータ」とクレジットされた。

### アトラス・コミックス
彼はロミータが米軍に徴兵された年の1951年初頭に共同作業を終了した。そのあと徴兵に先立ち主導権を握り、ニューヨーク・ベイのガバナーズ・アイランドのベース・アート・ディレクターにアート・サンプルを見せた。彼はロミータがニュージャージー州フォート・ディックスで基本的な訓練を完了した後、募集ポスターの制作を行うためにロミータを任命した。ロミータは7ヶ月または8ヶ月後に伍長に昇進した。そのあとロミータはブルックリンにアパートを借りた。

### 私生活
ロミータは1952年11月にVirginia Brunoと結婚した。彼らはクイーンズ区の家を購入し、1954年までブルックリンのベンソンハーストに住んでいが、数年後、家族はニューヨーク州のロングアイランドに引っ越した。
ロミータは2人の息子をもうけており、ビクター・ロミータとジョン・ロミータ・Jrがいる。ジョン・ロミータ・Jrは父の足跡をたどって、著名な漫画家になった。

## ビブリオグラフィ

### DCコミック
- DC 100 Page Super Spectacular #5 (1971)
- Falling in Love #31, 35, 50, 53–55, 70, 81 (1959–1966)
- Girls' Love Stories #82–88, 90–99, 101, 116, 120, 138, 140, 162, 165, 170 (1961–1972)
- Girls' Romances #23, 62, 76, 85, 93–95, 114, 121, 129, 159–160 (1953–1971)
- Heart Throbs #63, 65–67, 77–86, 90, 93, 99, 101 (1959–1966)
- Secret Hearts #43, 60, 69–70, 78–93, 109, 152–153 (1957–1971)
- Young Love #39–43, 45–54 (1963–1966)
- Young Romance #125–128, 130–132, 171–172, 175 (1963–1971)

### マーベル・コミック
- Adventures into Weird Worlds #21 (1953)
- All-True Crime #44 (1951)
- The Amazing Spider-Man #39–58, 67, 72, 82–83, 87–88, 93–95, 106–119, 132, 365, Annual '96 #1 (as penciller); #89–92, 96, 120–125, 146, 151, 238, 247, 274, 400, Annual #16 (as inker only) (1966–1995)
- The Amazing Spider-Man vol. 2 #18 (inker) (2000)
- The Amazing Spider-Man Special Edition (1982)
- The Amazing Spider-Man comic strip (1977–80)
- Astonishing #7, 18, 24, 43, 57, 61 (1951–1957)
- Avengers #23 (inker) (1965)
- Battle #14, 26, 39, 45, 49, 53, 57–59 (1952–1958)
- Battle Action #20, 22, 25, 27, 29 (1955–1957)
- Battlefront #6, 10 (1952–1953)
- Battle Ground #9 (1956)
- Black Knight #4 (1955)
- Captain America #114, 138–145, 148 (1969–1972)
- Captain America vol. 3 #50 (among other artists) (2002)
- Captain America Comics #76–78 (1954)
- Caught #2 (1956)
- Combat #3, 6 (1952)
- Commando Adventures #2 (1957)
- Cowboy Action #10 (1956)
- Crime Cases Comics #7 (1951)
- Crime Exposed #5 (1951)
- Daredevil #12–19 (1966)
- Daredevil vol. 2 #50, 100 (among other artists) (2003–2007)
- Doctor Strange vol. 2 #7 (inker) (1975)
- Droids #1–4 (1986)
- Fantastic Four #103–106, 108 (1970–1971)
- Frontier Western #7 (1957)
- Gunsmoke Western #38 (1956)
- The Incredible Hulk Annual #17 (1991)
- Journey into Unknown Worlds #22 (1953)
- Jungle Action #2–6 (1954–1955)
- Justice #42 (1954)
- Kid Colt Outlaw #70 (1957)
- Kingpin #1 (1997)
- Lorna, the Jungle Girl #17–26 (1956–1957)
- Love Romances #35, 37 (1954)
- Marines in Battle #3–4, 19 (1954–1957)
- Marvel Romance Redux: But I Thought He Loved Me #1 (inker) (2006)
- Marvel Romance Redux: Guys & Dolls #1 (inker) (2006)
- Marvel Romance Redux: Love is a Four-Letter Word #1 (2006)
- Marvel Tales #108 (1952)
- Marvel Tales vol. 2 #81 (1977)
- Marvel Treasury Special #2 ("Captain America's Bicentennial Battles") (inker) (1976)
- Men's Adventures #22, 24, 28 (1953–1954)
- Menace #3, 6, 8, 11 (1953–1954)
- My Love #1–3, 14, 16 (1969–1972)
- My Love Story #9 (1957)
- My Own Romance #36, 40 (1954)
- Mystery Tales #7, 37, 41 (1953–1956)
- Mystic #11, 15, 23, 25 (1952–1953)
- Navy Action #5 (1955)
- Navy Combat #12 (1957)
- Our Love Story #1–2, 5 (inker) (1969–1970)
- Outlaw Kid #5 (1955)
- Questprobe #1 (inker) (1984)
- Ringo Kid #11 (1956)
- Savage Tales (Femizons) #1 (1971)
- Secret Story Romances #16, 18 (1955)
- Sergio Aragonés Massacres Marvel #1 (inker) (1996)
- Six-Gun Western #1, 4 (1957)
- Spaceman #1 (1953)
- The Spectacular Spider-Man #121, Annual #13 (1986–1993)
- The Spectacular Spider-Man magazine #1–2 (1968)
- Spellbound #13, 24, 26–28 (1953–1956)
- Spider-Man #57 (penciller) (1995)
- Spider-Man: The Mutant Agenda #0 (1994)
- Spy Cases #5 (1951)
- Stories of Romance #5, 11 (1956–1957)
- Strange Tales #4, 35 (1951–1955)
- Strange Tales of the Unusual #1 (1955)
- Suspense #20, 25 (1952)
- Tales of Suspense (Captain America) #76–77 (1966)
- Tales to Astonish #67 (Giant Man); #77 (Hulk) (inker) (1965–1966)
- The Tomb of Dracula magazine #2 (inker) (1979)
- True Secrets #4, 13, 38 (1951–1956)
- Two Gun Western #8 (inker) (1951)
- Ultimate Spider-Man Super Special #1 (2002)
- Uncanny Tales #10 (1953)
- Uncanny X-Men #177 (inker) (1984)
- Universe X: Spidey #1 (inker) (2001)
- Untold Tales of Spider-Man #-1 (1997)
- Vampire Tales #2 (1973)
- War Action #10–11 (1953)
- War Adventures #7, 9 (1952)
- War Comics #10, 16, 20, 29, 40, 42 (1952–1956)
- Web of Spider-Man #52 (inker) (1989)
- Webspinners: Tales of Spider-Man #1 (1999)
- Western Kid #1–17 (1954–1957)
- Western Outlaws #1, 7, 11, 13–14 (1954–1956)
- Western Outlaws and Sheriffs #70 (1951)
- Wild Western #24 (1952)
- World of Mystery #2 "(1956)
- World of Suspense #5 (1956)
- Young Men #24–28 (Captain America) (1953–1954)

### 企業間クロスオーバー
- Superman vs. the Amazing Spider-Man #1 (1976)